# Felträdsanalys
Felträdsanalys (FTA) är en deterministisk tillförlitlighetsteknik som introducerades 1962 vid Bell Telephone Laboratories inom projektet som utvecklade Minuteman-missilen. Boeing förbättrade tekniken och introducerade mjukvaror som möjliggjorde både kvantiativa och kvalitativa FTA:s. Idag är det den vanligaste tekniken vid risk- och tillförlitlighetsstudier. 

## Allmänt
FTA är en deduktiv metod som klargör de logiska kopplingarna mellan orsaker, delhändelser och fel. Orsakerna som behandlas i en FTA kan vara miljörelaterade, mänskliga fel, normala händelser (vilka är förväntade att ske i systemet, och specifika komponentfel).
Man brukar anpassa sitt FTA till situationen. Den kan vara antingen kvalitativ, kvantitativ eller både och. Möjliga resultat från analysen kan vara:
- En lista med möjliga kombinationer av miljörelaterade faktorer, mänskliga fel, normala händelser, och komponentfel som kan resultera i en kritisk händelse i systemet.
- Sannolikheten att den kritiska händelsen kommer att ske under ett specifikt tidsintervall.

## Procedur för en FTA
En felträdsanalys görs normalt i fem steg:
1. Definiera problemet och randvillkoren.
2. Bygg felträdet.
3. Identifiera minimala snitt.
4. Utför en kvalitativ analys.
5. Utför en kvantitativ analys.

### Definiera problem och randvillkor
Det första steget i analysen är att välja vilken händelse som man vill analysera och sedan avgränsa sig för hur mycket man ska analysera den. Den valda händelsen brukar vanligtvis kallas för huvudhändelse eller kritisk händelse. Det är den händelse som placeras längst upp i det resulterande felträdet.
Det är väldigt viktigt att huvudhändelsen blir tydligt definierad. Man kan tänka sig att händelsen "brand" är lämplig att analyserad. Men att enbart definiera den som en brand gör att den är på tok för diffus och gör analysen dålig. Som en guide till definitionen är att den ska besvara frågorna: 
- "Vad?",
- "Var?",
- Och "när?".

Nu blir det uppenbart att händelsen "brand" är en dålig definition. 

### Att bygga ett felträd
Felträdet är en modell av strukturen för ett system som visar på relationerna mellan systemet och dess komponenter. För att bygga upp ett felträd så kan man göra som följer.
1. Utgå ifrån den, för systemet, kritiska händelsen eller det fel man vill analysera.
2. Ställ dig sedan frågan "Varför uppkom den här händelsen/det här felet?". Svaret på den här frågan kallas för händelsens/felets orsak. Exempel på svar kan vara tekniska fel, mänskliga fel, eller omgivande påfrestningar. Man brukar även i det här steget att hitta delhändelser som ytterligare bryter ner händelsen.
3. Finn logiska kopplingar mellan orsaker och delhändelser.

### Identifiera minimala snitt
Ett snitt är en mängd av händelser som resulterar i huvudhändelsen. Man kallar snittet för minimalt om mängden inte kan minskas utan att förlora sin status som ett snitt. Ordningen för snittet är lika med antalet händelser i den mängden.
För mindre felträd brukar det vara relativt enkelt att hitta minimala snitt men för större mer komplexa strukturer brukar man använda sig av en algoritm.

### Kvantitativ analys av ett felträd
Målet med en kvantitativ analys av ett felträd ligger i att bestämma sannolikheten för att huvudhändelsen skall inträffa. Sådana kvantitativa analyser utförs bland annat inom kärnkraftindustrin, och kallas då Probabilistisk Safety Analysis (PSA), eller på svenska Probabilistisk säkerhetsanalys. I USA benämns metodiken dock PRA - Probabilistic Risk Assessment.